# Blankenburg (Harz)
Blankenburg (Harz) is een stad in de Duitse deelstaat Saksen-Anhalt, gelegen in de Landkreis Harz. De gemeente telt 19.374 inwoners.
In Kloster Michaelstein vindt zich een muziekacademie en een muziekinstrumentenmuseum

## Indeling gemeente
De gemeente bestaat uit de volgende Ortsteile:
- Börnecke
- Cattenstedt
- Derenburg
- Heimburg
- Hüttenrode
- Timmenrode
- Wienrode

## Historie
zie vorstendom Blankenburg

## Geboren in Blankenburg
- Joseph von Radowitz (1797-1853), Pruisisch militair, diplomaat en politicus
- Alexander von Schleinitz (1807-1885), Pruisisch politicus
- Frederika van Brunswijk (1917-1981), Koningin van Griekenland
- Oswald Spengler (1880-1936), Duits geschiedfilosoof en cultuurhistoricus
- Polykarp Kusch (1911-1993), Amerikaans natuurkundige en Nobelprijswinnaar (1955)

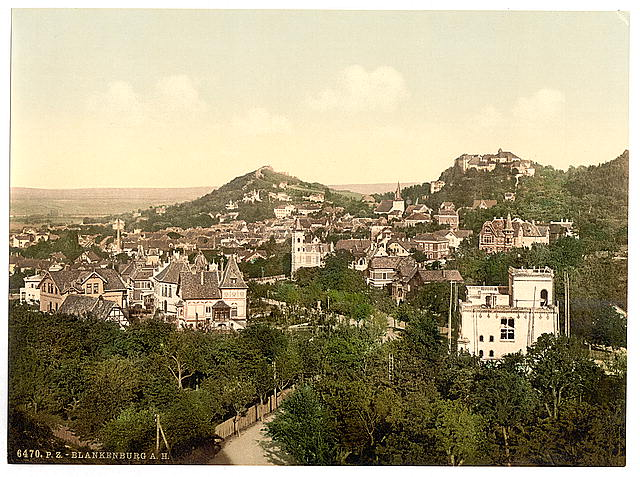
Blankenburg in 1900

Ballenstedt · 
Blankenburg (Harz) · 
Ditfurt · 
Falkenstein/Harz · 
Groß Quenstedt · 
Halberstadt · 
Harsleben · 
Harzgerode · 
Hedersleben · 
Huy · 
Ilsenburg (Harz) · 
Nordharz · 
Oberharz am Brocken · 
Osterwieck · 
Quedlinburg · 
Schwanebeck · 
Selke-Aue · 
Thale · 
Wegeleben · 
Wernigerode